# AS-90自走砲
AS-90自走炮，由英國维克斯造船与工程公司研製輕裝甲自走砲，主用於英國陸軍订购了241辆，於1993年服役。 基本配備為155 mm L131.射擊系统由惯性动态基准装置、炮塔控制计算机、数据传输装置等组成，可以完成自动测地校准、自动瞄准等工作。

## 歷史
AS-90始於20世紀80年代中期，80年代初期，德國、英國、義大利開始合作研製新型SP-70自走砲，用於取代先前各國都有裝備的美製M-109自走砲。但由於在發展上從一開始就存在著分歧，計劃在1986年底取消，改為各國自行發展。
英國陸軍發展出AS-90自走砲，義大利選用自製的帕爾瑪利亞自走砲，德國則推進本國的PzH 2000自走砲發展計劃。
當這種情況正式發生時，英國國防部（MoD）在招標書上發布了一個新的155mm SPG的基本點規範。提交了四份招標書，當時AS-90不是唯一。
英國國防部還被要求考慮美製M109自走炮升級版M109A6帕拉丁自走砲。

## 開發
AS-90由Vickers造船與工程公司（VSEL）的Armaments部門設計和製造，該公司的母公司於1999年成為BAE系統公司。1992年至1995年期間，VSEL提供了179輛車，耗資3億英鎊（約合4.8億美元）。AS-90最初是在1993年由英國陸軍部署的。AS-90被收購以重新裝備I（BR）軍團的8個自走式野戰砲兵團中的6個（每支24門砲），更替105mm FV433艾伯特自行火炮和更老的M109 155mm自走砲和FH70拖曳榴彈砲。
1999年，馬可尼電子系統公司簽約升級英國陸軍的AS-90，增加52口徑的火砲以增加火砲射程。該計劃的關鍵是參考來自南非Somchem的雙模式充電系統（經過來自許多供應商的大量彈藥試驗後選擇），這大幅減少了砲管磨損。但是，這種彈藥未能滿足敏感性彈藥的要求，項目終止。
AS-90仍在英國服役，並將在可預見的將來為裝備步兵旅提供三個外勤團。134台在2008年服役，2015年減少到117台。[4] AS-90在2008年和2009年接受了能力提升計劃，主要是升級AS-90電子系統。

## 設計
1963年，包括英國在內的一些北約國家就一枚155毫米39口徑彈藥和一枚基準彈丸的彈道備忘錄達成一致，該彈藥的形狀用於美國M549 火箭砲彈的外形。AS-90使用符合39口徑的砲管，將L15無輔助射彈發射到24.7公里範圍內。然而，這是一種全新的彈藥設計，使用帶Crossley封閉裝置的分體滑塊後膛，而不是更常見的螺旋後膛，後膛機構有引信裝置以允許使用裝袋推進火藥（沒有金屬彈殼）。
標準彈藥是專為FH-70（L15 HE和相關裝袋推進火藥）設計的，儘管在訓練中使用了綠色和白色裝袋推進火藥的效率較低但比M107訓練費用便宜。
AS-90配備了一個輔助動力裝置，直接提供電動伺服系統驅動自動升降、橫動、彈匣、彈殼傳送臂和裝載機以及電子和通訊電源，不需隨時發動主引擎供電。
該車輛配備了安裝在同軸上的自主導航和主砲動態參考單元（DRU）。所有主砲塔的功能都由砲塔控制計算機（TCC）控制，砲塔控制計算機（TCC）帶有用於1號（分離指令器），2號（裝載機）和3號（層）的控制和顯示單元。DRU，TCC和動力鋪設控制系統的組合提供了自動化。每支槍都配有雷達口徑速度測量裝置。復原模式鋪設使用通過直接火焰瞄準器的偏轉鋪設。
砲口可以完全關閉，砲管可以從車內夾緊和鬆開。進出行動時間不到1分鐘。

## 特點
AS-90
- 乘員：5
- 長度：9.07 M
- 寬度：3.3 M
- 身高：3.0 M
- 裝甲：17 mm（最大值，鋼）
- 重量：45噸
- 口徑：155 mm
- 發射率：10秒內3發/ 每分鐘6發持續3分鐘/ 每分鐘2發60分鐘（持續）
- 次要武器：7.62 mm L7 GPMG
- 彈藥攜帶：48發榴彈和推進火藥包（31發在砲塔和17發在車體內），1000 發機槍彈
- 主機：康明斯 VTA903T 660 bhp 90度v8，4衝程，液冷，渦輪柴油機
- 最高速度：55 KM/H（道路）
- 範圍：370公里或231英里（公路）
- 離地間隙：0.41 M; 梯度：60°; 垂直障礙物：0.75 M; 溝槽：2.8 M; 深度：1.5 M

## 使用國
英国
- 英國陸軍
  - 英國皇家騎兵炮兵（英语：Royal Horse Artillery）
    - 皇家騎兵砲兵第一團

  - 英國皇家砲兵
    - 皇家砲兵第十九團
    - 皇家砲兵第二十六團

 乌克兰
- 烏克蘭陸軍

## 改裝型
- AS-90D：沙漠版加強冷卻裝置
- AS-90 Braveheart：換裝52倍徑155mm榴彈砲
- 蟹式（英语：AHS Krab）：波蘭授權生產版，使用PT-91戰車底盤